# Chinatown (Boston)
Pour les articles homonymes, voir Chinatown.
Chinatown est le quartier chinois de la ville de Boston, dans l'État du Massachusetts, aux États-Unis. Il se situe dans le centre (Downtown) de la ville.

## Localisation
Chinatown est centré sur Beach Street. Le quartier est bordé de Boston Common, Downtown Boston, South End et Southeast Expressway - Massachusetts Turnpike.

## Histoire
Une partie du quartier occupe un espace récupéré par remblaiement, la zone nouvellement créée fut d'abord colonisée par les Anglo-Bostoniens. Le quartier a été ensuite occupé par une succession mixte d'immigrants irlandais, juifs, italiens, syriens et chinois. Chaque groupe a remplacé un autre pour profiter des logements à faible coût et des possibilités d'emploi dans la région. Au cours de la fin du XIXe siècle, les usines de fabrication de vêtements sont également déplacées dans Chinatown, créant le quartier de la mode historique de Boston. Le quartier de la confection a été actif jusqu'en 1990.
De nos jours, Chinatown reste un centre de la vie asio-américaine en Nouvelle-Angleterre, qui accueille de nombreux restaurants et marchés chinois et vietnamiens. Chinatown est l'un des plus densément peuplés des quartiers résidentiels de Boston. Près de 70 % de la population de Chinatown est asiatique, comparativement au 9 % d'américains d'origine asiatique de la ville. 
La célèbre Chinatown Gate (de paifang) avec un lion de foo (lion gardien des temples) de chaque côté se trouve à l'intersection de Beach Street et Surface Road. La porte est visible à partir de la gare routière de South Station et c'est une destination touristique populaire pour séance de photo.

## Démographie
Au recensement de 2010 la population du quartier s'élevait à 4 444 habitants contre 3 559 au recensement de 2000 soit une très forte augmentation de 24,9 %. La population de Chinatown est composée majoritairement d'Asiatiques (76,9 %), suivi par les Blancs (17,5 %) et les Noirs (3,1 %). Le nombre d'habitations est de 2 114 contre 1 367 en 2000 soit une augmentation spectaculaire de 54,6 % avec un taux d'occupation en baisse également passant de 97,1 % à 93,8 %.

## Transports
La ligne orange du métro s'arrête à la gare de Chinatown (en) et de la station de Tufts Medical Center (en) situées à l'intérieur et à l'extrémité sud du quartier, respectivement. Les alentours de South Station sont desservis par les ligne rouge du métro, ligne argent du métro et des trains de banlieue. South Station accueille également les trains Amtrak longue distance desservant à New York et d'autres villes sur le Northeast Corridor.
Les bretelles de sortie et d'entrée de l'Interstate 93 et le Massachusetts Turnpike sont également à proximité. South Station gère les bus régionaux vers des destinations de la Nouvelle-Angleterre, New York, Washington DC, et d'autres destinations. Les entreprises régionales et nationales comprennent bus Greyhound Lines, Peter Pan Bus Lines, Megabus et Bolt Bus (en). Dans Chinatown lui-même, deux services d'autobus appartenant à des Chinois (Fung Wah et Lucky Star / Voyages) assurent des liaisons toutes les heures avec le quartier chinois de New York.

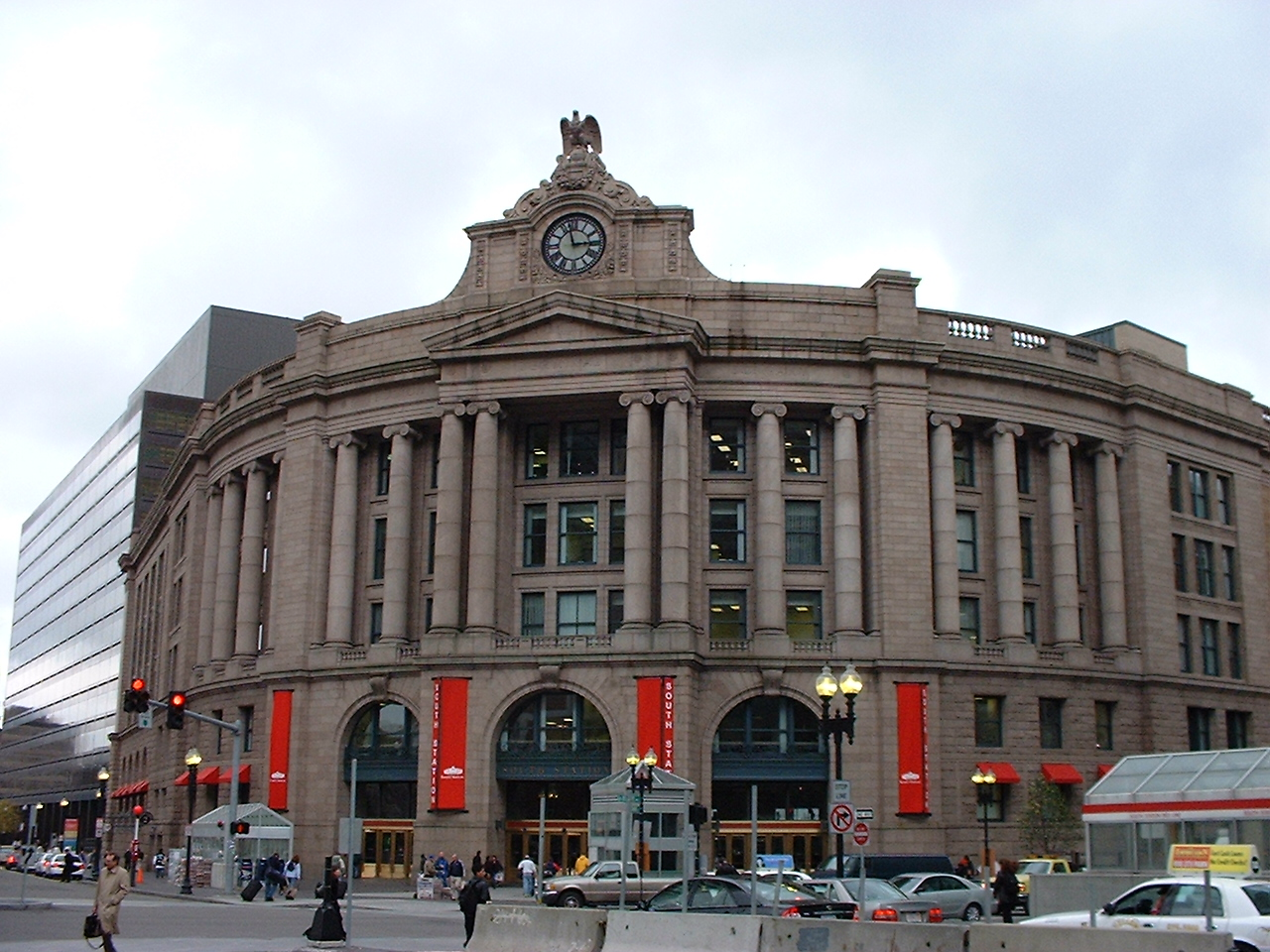
South Station
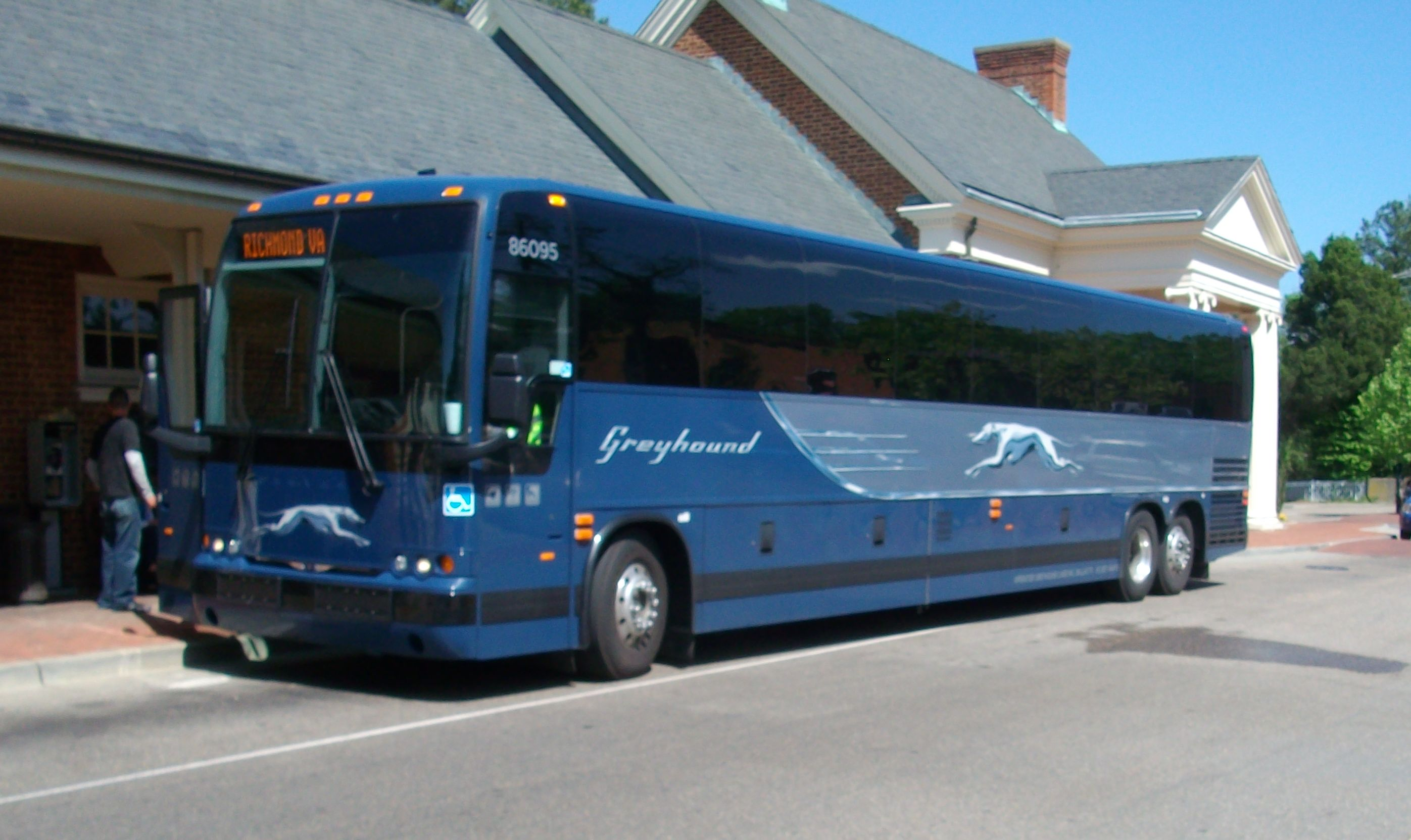
Un car de Greyhound Lines
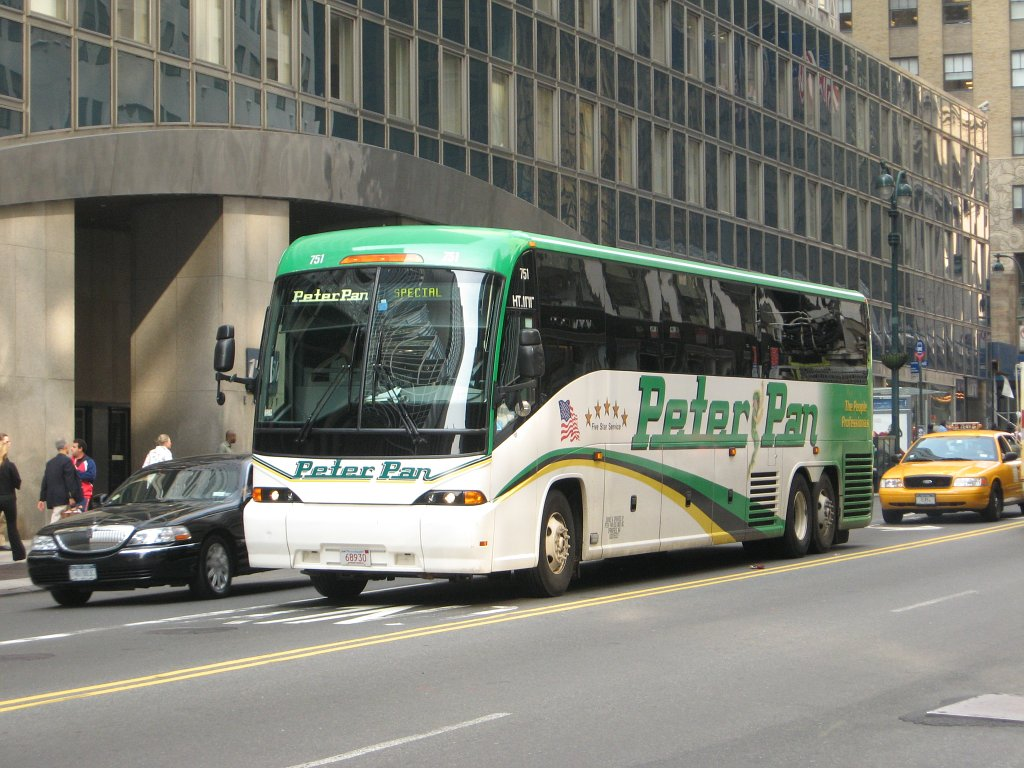
Un car de Peter Pan Bus Lines
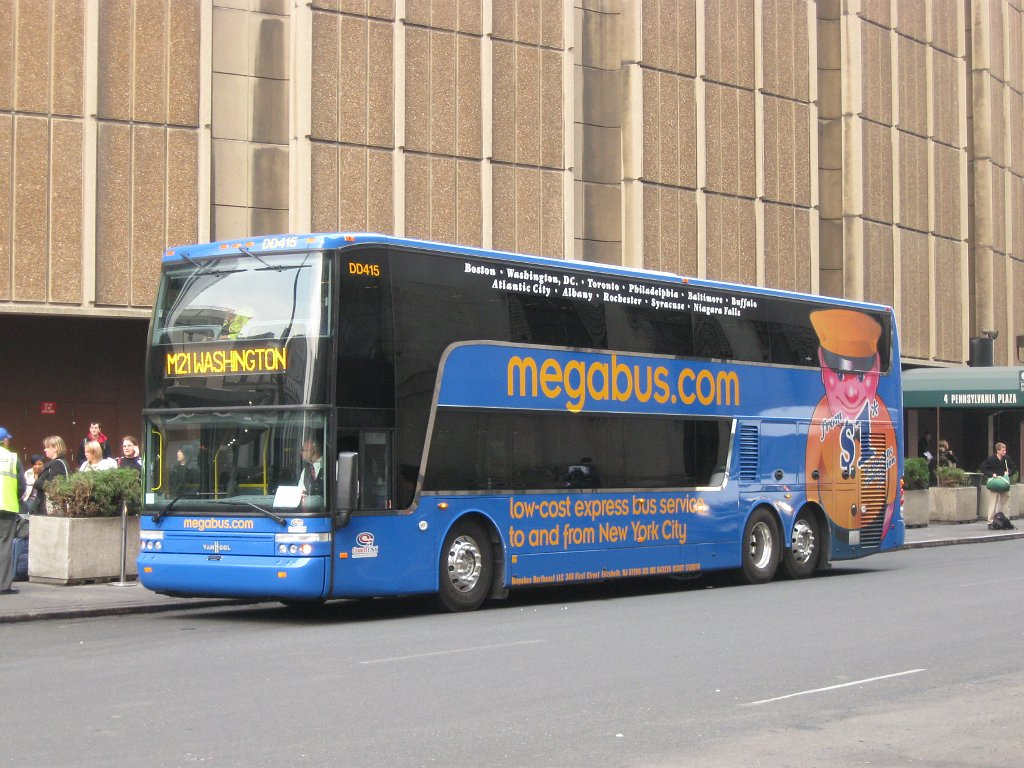
Un car de Megabus
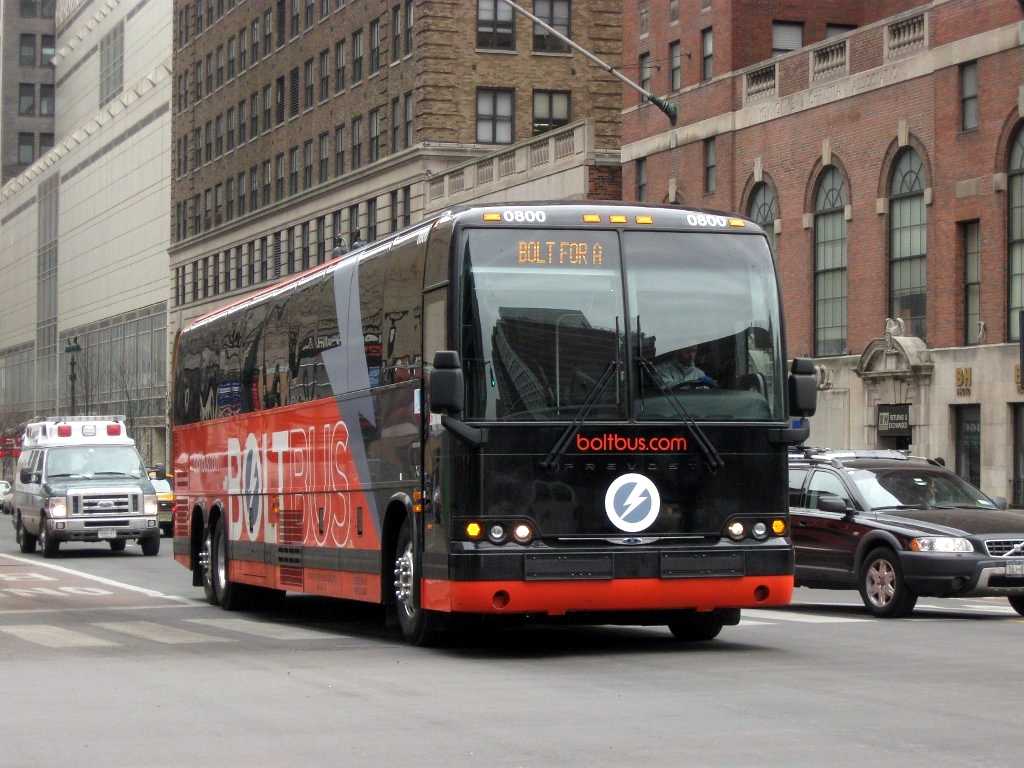
Un car de Bolt Bus
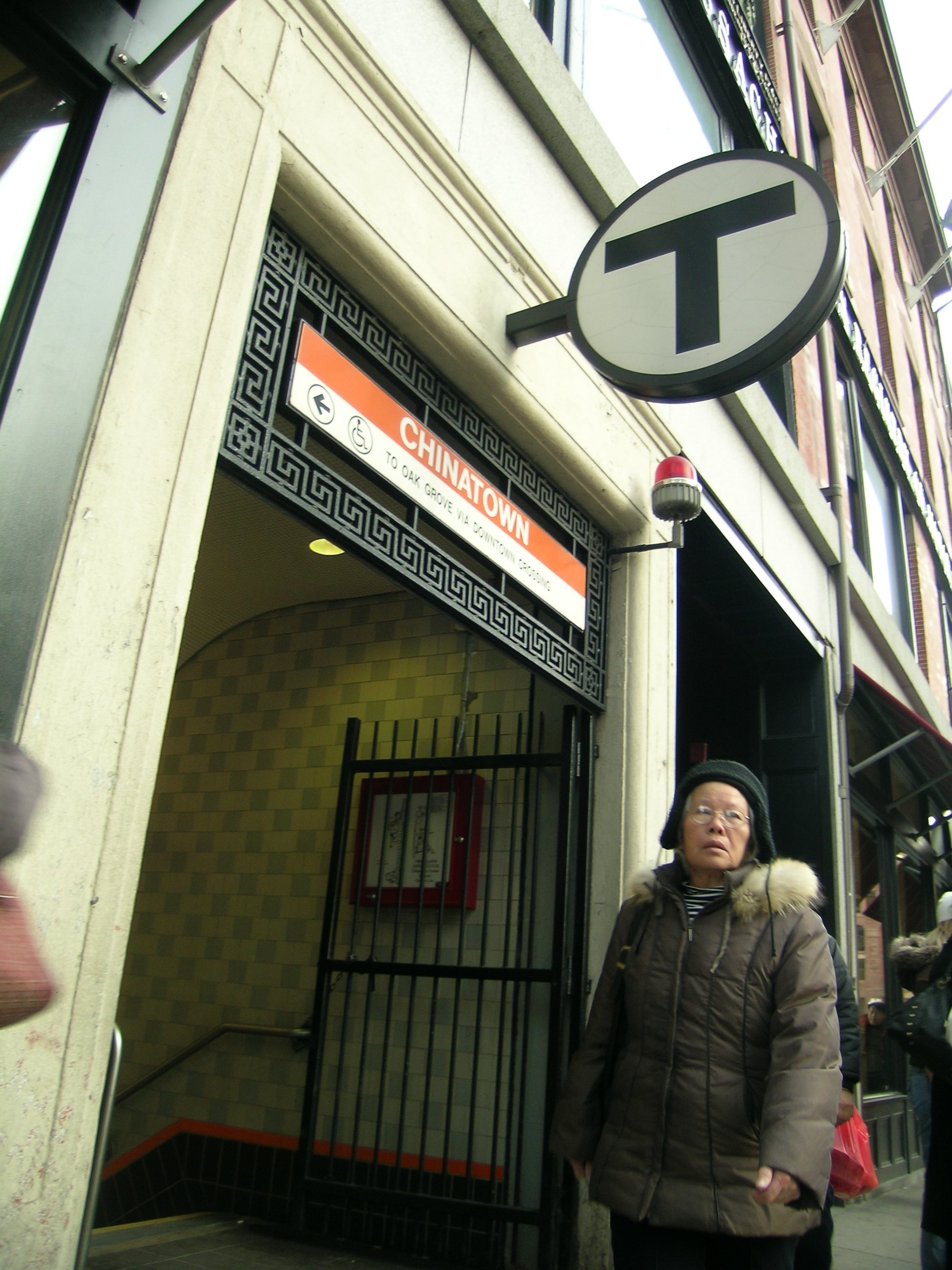
Chinatown Station